# Boland-Amendment
Das Boland-Amendment war eine Reihe ab 1983 vom Kongress der Vereinigten Staaten beschlossener Gesetze. Es verbot jegliche weitere US-amerikanische Finanz- und Militärhilfe für die von der CIA unterstützten nicaraguanischen Contra-Rebellen. 

## Hintergrund
Kurz nach seiner Amtsübernahme begann der amerikanische Präsident Ronald Reagan alles daran zu setzen, das pro-kommunistische Regime in Nicaragua zu stürzen. Zu diesem Zweck fragte er im Kongress Unterstützung für die Contra-Rebellen an. Diese wurde zunächst für zwei Jahre gewährt. Als jedoch bekannt wurde, dass die CIA Häfen in Nicaragua verminte, zog der Kongress die Unterstützung zurück. Es wurde befürchtet, dass es bei einer möglichen Zerstörung sowjetischer Schiffe durch diese Minen zu einem gigantischen internationalen Konflikt kommen könnte. Reagan fuhr jedoch mit seiner Unterstützung der Rebellen fort, daher wurde am 1. Dezember 1983 das erste Gesetz aus dem Boland-Amendment beschlossen, welches sämtlichen Regierungsorganisationen untersagte, die nicaraguanischen Rebellen finanziell zu unterstützen. Die US-Regierung führte die Hilfe trotzdem fort, und die CIA verlegte sich fortan auf illegale Mittel der Finanzierung, wie zum Beispiel Waffenhandel und Drogenschmuggel. 1986 führte die Aufdeckung dieser Vorgänge zu einem Skandal, der als Iran-Contra-Affäre bekannt wurde.
Benannt wurde es nach dem demokratischen Politiker Edward Boland (1911–2001).